# Ratha Yatra

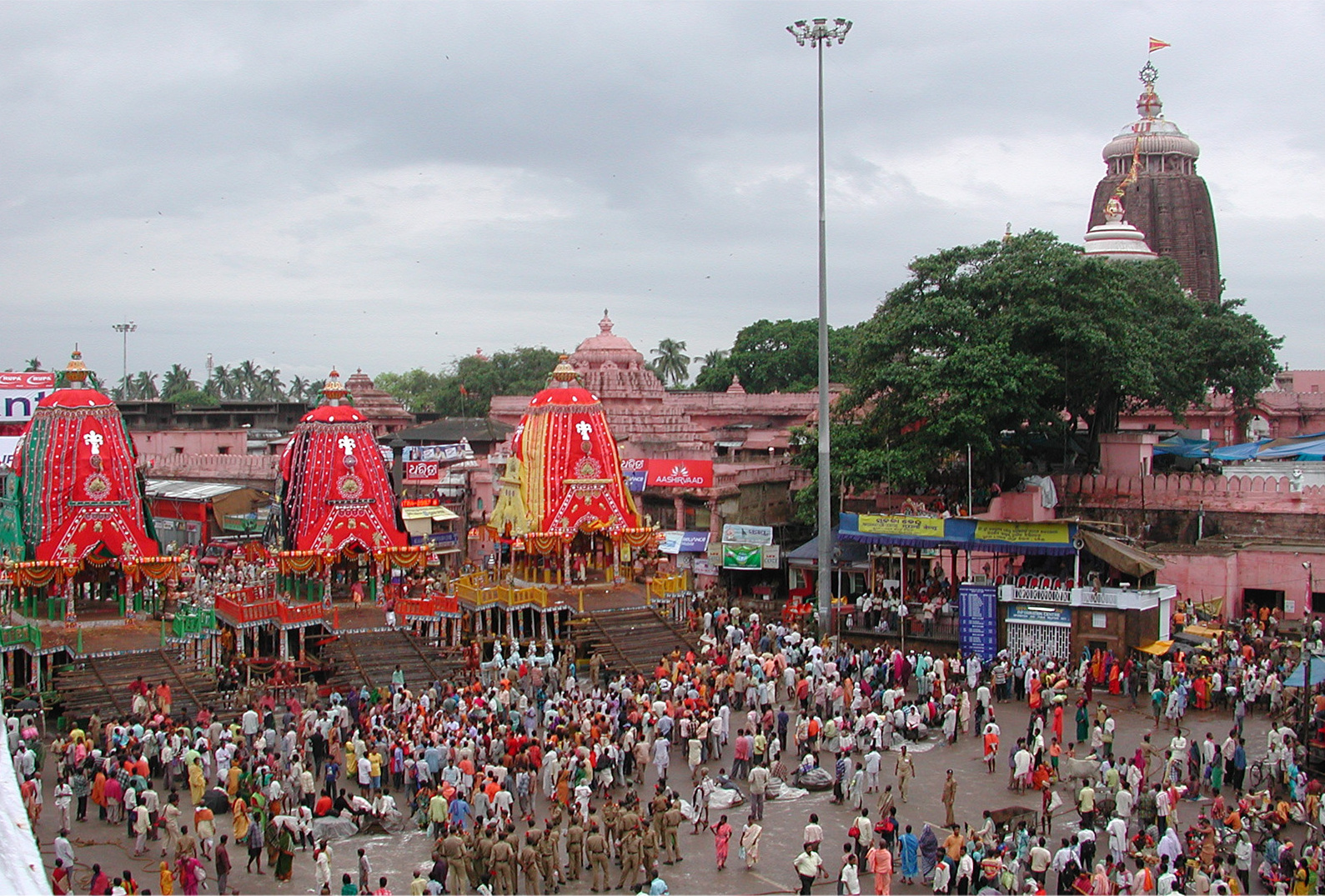
Beginn des Rath Yatra in Puri am Morgen des 14. Juli 2007. Links der Wagen Balabhadras, in der Mitte der von Subhadra und rechts der von Jagannath. Im Hintergrund der mit Flaggen geschmückte Jagannath-Tempel.

Ratha Yatra (Hindi: रथ यात्रा; Ratha bedeutet „Kutsche, Wagen, Rad“; Yātrā „Pilgerreise“) ist ein hinduistisches Wagenfest, auf dessen Höhepunkt die Gläubigen einen Prozessionswagen mit dem Bildnis des Gottes Jagannath (Herr des Universums) an Seilen durch die Stadt ziehen. Jagannath ist ein Aspekt von Krishna.
In vielen Städten weltweit gibt es Ratha Yatras, oftmals durch die internationale ISKCON-Gesellschaft organisiert, beispielsweise in New York, London oder anderen Großstädten; auch in mehreren Städten Deutschlands, der Schweiz, Österreichs finden jährlich Wagenfeste statt. Neben der ISKCON gibt es auch weitere Veranstalter, beispielsweise die Anhänger der indischen Swaminarayan-Gemeinschaft.

## Ratha Yatra in Puri

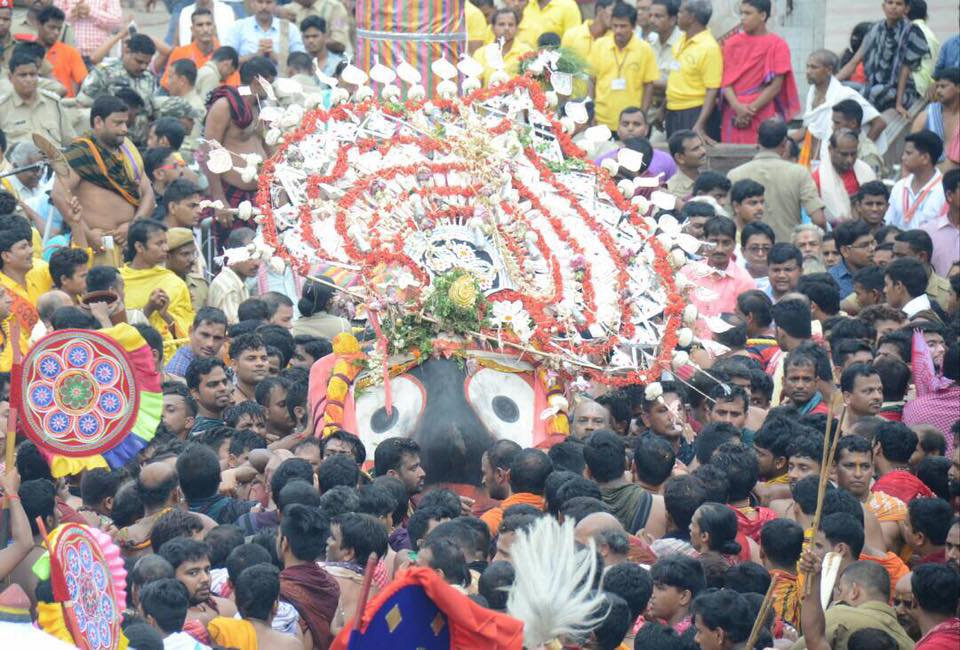
Ein Bildnis von Jagannath wird während der Ratha Yatra 2017 zu dem wartenden Prozessionswagen getragen

Die ursprüngliche und bekannteste Ratha Yatra jedoch ist jene in der indischen Stadt Puri im Bundesstaat Odisha. Jedes Jahr gegen Ende Juni oder Anfang Juli, das Datum variiert nach dem hinduistischen Mondkalender, ist der dortige Jagannath-Tempel Ausgangspunkt für das in der ganzen Welt bekannte Fest. Auch die Anzahl der Feiertage variiert nach dem Zyklus des Mondkalenders und dauert insgesamt zwischen einer und zwei Wochen.
Auf drei unterschiedlich großen Wagen, die in jedem Jahr nach uralten Regeln neu geschmückt werden, ziehen tausende von Menschen die drei großen Statuen von Jagannath sowie seinen Geschwistern Balabhadra und Subhadra in einer Prozession durch die Straßen von Puri, begleitet von enthusiastischer Musik, von Tanz und Gebet. Insgesamt rund eintausend Personen werden gebraucht, jeden dieser riesigen Wagen zu bewegen. Der Wagen von Jagannath ist mit einer Höhe von ungefähr dreizehneinhalb Metern der höchste und besitzt sechzehn Räder, oben an der Spitze des Wagens befindet sich ein Rad. Balabhadras Wagen ist einige Zentimeter kleiner mit vierzehn Rädern und an der Spitze die Tala-Frucht (eine Palmfrucht) während der Wagen von Subhadra mit zwölf Rädern knapp dreizehn Meter hoch ist.
In Anlehnung an diese Wagen, die, einmal in Fahrt gebracht, nur noch schwer zu stoppen sind, wurde im Englischen der Begriff Juggernaut geprägt.
Dem Umzug gehen jedoch einige Tage mit verschiedenen Zeremonien voraus: Zuerst ein Badefest, die Snanyatra, bei dem Priester die Murti, wie Hindus die konsekrierten Statuen nennen, unter Gebeten mit einhundertacht Krügen Wasser aus einer heiligen Quelle übergießen. Das einige Tage später anschließende Anavasara-Fest markiert eine Zeit der Abwesenheit des Gottes vom Tempel, da er mit Fieber „krank“ darnieder liegt. Während des Anga-Raga- oder Nava-Yavana-Festes malen auserwählte Handwerker im innersten Schrein des Tempels den hölzernen Körper frisch an. Das Anmalen der Augen jedoch vollziehen erst die Priester rituell während des folgenden Gottesdienstes, der Puja.
Erst nach vielen traditionellen Zeremonien kann die Prozession beginnen, von der jener Teil der farbenprächtigste sein soll, in dem die Murtis auf die Wagen gestellt werden. Mit frischen Girlanden behängt, mit Balabhadra voran, da er in der Mythologie der Ältere der drei Geschwister ist, gefolgt von den Wagen Jagannaths und Subhadras beginnt die Reise mit dem dröhnenden Klang der Schneckenhörner. Die Gebäude an der breiten Hauptstraße der Küstenstadt sind mit Fahnen, Girlanden und Blüten geschmückt und die Menschen drücken mit festlicher Kleidung ihre Anteilnahme aus. In früheren Zeiten war es Aufgabe des Königs, dem Zug voranzugehen und mit einem goldenen Besen den Weg für Jagannath zu säubern.
Ziel der Prozession ist der ungefähr drei Kilometer entfernte Gundicha-Ghar-Tempel, das sogenannte „Gartenhaus“. Hier bleiben die Murtis, in denen die Gläubigen das Göttliche inbrünstig verehren, die ganze Festwoche hindurch, bis man sie in einem Festzug wieder zurückbringt.
Am Ende der Reise gibt es weitere wichtige Zeremonien, bevor Jagannath und die beiden anderen im Tempel wieder auf ihrem ursprünglichen Platz aufgestellt werden: Für einige Stunden bestückt man sie mit goldenen Armen und Füßen und dekoriert sie mit kostbarem Schmuck und Kronen. Vielen Hindus gilt dieser Tag als der segenreichste des ganzen Festes. Betend umrunden sie die drei Wagen im Vertrauen auf den besonderen Segen.
Das Fest ist nicht nur ein religiöses Ereignis, sondern auch ein touristischer Höhepunkt. Unzählige Menschen strömen aus der ganzen Welt herbei, um die göttliche Reise zu erleben.
Während der Yatra versuchen viele Gläubige, einmal, wenn auch nur für kurze Zeit, mit an den Seilen zu ziehen, die Jagannaths Wagen fortbewegen. Sie versprechen sich davon Punya, Gnade und spirituelle Verdienste. Im Gedränge der Menschenmassen kommt es darum immer wieder vor, dass Personen von den Rädern überrollt und getötet werden. Während die einen von Unfällen sprechen, behaupten andere, dass manche Opfer sich enthusiastisch voller Absicht vor die Räder geworfen hätten, um so durch den Tod unter dem Wagen Gottes Moksha, die Erlösung, zu erreichen.

## Mythologische Hintergründe und geistige Bedeutung
Mythologischer Hintergrund der Ratha Yatra sind unterschiedliche bekannte Mythen: Nach einer Version erinnert diese Reise durch die Straßen an den Abschied von Krishna und seinem Bruder Balarama, als sie im Wagen die Stätten ihrer Kindheit verließen. Andere erzählen die Geschichte als Gedenken daran, wie Krishna mit Balarama und der Schwester Subhadra aus dem großen Krieg, den das Mahabharata beschreibt, heimgekehrt sei. Oft hört man auch einfach die Version, Jagannath mache zu Beginn der Regenzeit in seiner Sommerresidenz, dem Gartenhaus-Tempel Gundicha, Ferien.
Diese göttliche Pilgerreise enthält vielschichtige geistige Bedeutung. So vergleicht man sie beispielsweise mit der sich ständig wiederholenden Reise des Lebens, mit Samsara, den vielen Zyklen von Tod und Wiedergeburt. Das Bild des Wagens taucht im Hinduismus als häufiges Symbol auf. Die Katha-Upanishade etwa vergleicht:

„Der Atman (das Selbst, Seele) ist der Reisende, der Körper der Wagen, die Vernunft der Wagenlenker.“

## Ratha Yatra in anderen Ländern
In Deutschland und anderen westlichen Ländern veranstaltet die neureligiöse Bewegung Internationale Gesellschaft für Krishna-Bewusstsein (ISKCON) jährlich an verschiedenen Orten Ratha Yatra-Feste.

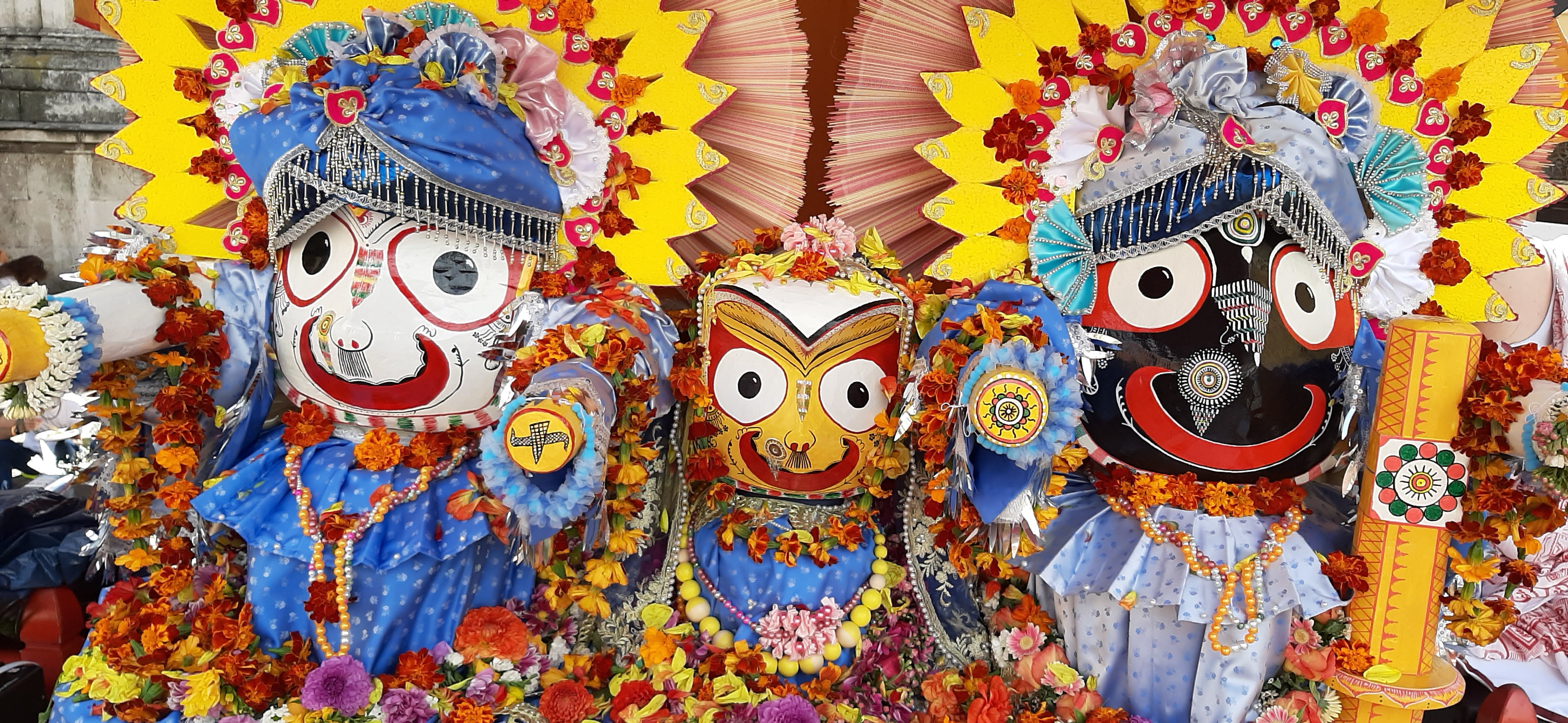
Die Geschwister Balabhadra und Subhadra mit Jagannath. ISKCON-Prozession 2022 in München
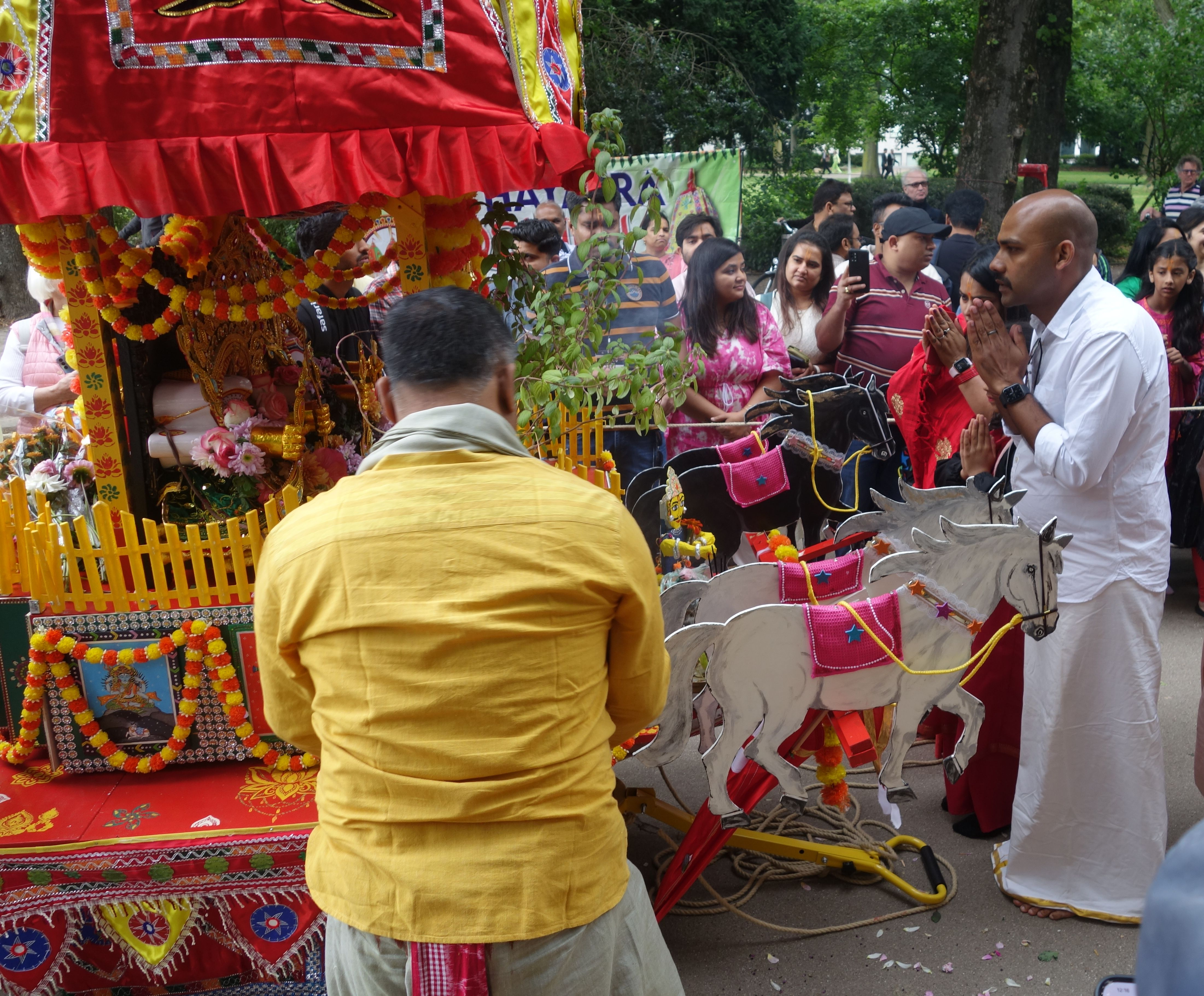
und 2024 in Düsseldorf